# Lingüística generativa

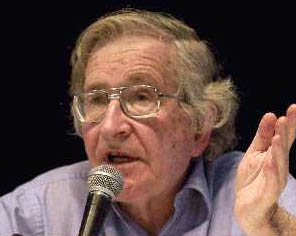
Lingüística generativa

Lingüística generativa es una escuela del pensamiento dentro de la lingüística que hace uso del concepto de gramática generativa, un paradigma de investigación que ha ido evolucionando en las últimas décadas; por lo cual el término "lingüística generativa" puede variar en su formulación entre diferentes investigadores dentro del paradigma.
Formalmente, se entiende una gramática generativa como aquella gramática que, con un número finito de reglas, puede generar todos los enunciados (generalmente infinitos, aunque no necesariamente) que son gramaticales dentro de un determinado lenguaje. Esta definición fue presentada por Noam Chomsky, quien desarrolló este concepto. Para numerosos diccionarios de lingüística, "generativa" significa que la gramática asigna una estructura descriptiva a la oración. Si bien inicialmente la investigación estuvo centrada en la sintaxis, con posterioridad se desarrollaron fonologías generativas y semánticas generativas y se aplicaron las ideas a la estructura del lexicón y la morfosintaxis.
El término también se utiliza para clasificar los acercamientos a la lingüística realizados por Chomsky y los investigadores posteriores que tomaron parte de su propuesta. El primer modelo de lingüística generativa, se basaba en la gramática generativo-transformacional de Chomsky, expuesta en 1957 en su libro "Estructuras Sintácticas". Hacia 1980, se había visto que el componente transformacional era demasiado general y con pocas restriccioes y se adoptó la gramática de rección y ligamiento que era mucho más específica en sus detalles y proporcionaba mejores explicaciones. Además en esta versión Chomsky argumentba que existían entre dos estructuras gramaticales en las oraciones, una superficial, ligada al aspecto fonético de estas oraciones, y otra estructura profunda, que remite a reglas profundas de la competencia lingüística de un individuo. Finalmente, se propuso el programa minimista que restringía aún más el tipo de operaciones elementales que se supuestamente son necesarias para que el cerebro proceso el lenguaje. Sin embargo, estas tres fases comparten la noción de una lingüística solidamente basada en el nativismo y la idea de que algunos principios fundamentales del lenguaje humano son universalmente los mismos.